# Linnaeushof (Bennebroek)
Linnaeushof is een recreatie- en attractiepark gevestigd in het Noord-Hollandse Bennebroek. Het bedrijf noemt zich 'Europa's grootste speeltuin'. Kenmerkend is dat er geen elektronische apparaten of achtbanen aanwezig zijn, maar de bezoekers alle attracties zelf in beweging moeten brengen. In totaal zijn er rond de 350 speeltoestellen verspreid over de 'Kleuterspeeltuin' en de 'Grote speeltuin'. Ook is er een grote binnenspeeltuin en een treintje dat in het park rondrijdt. Verder is er een kabelbaan boven water en het 'Pirateneiland' waarbij kinderen hoog boven water door netten kunnen klimmen. Er is ook rekening gehouden met warme dagen. Op deze dagen wordt waterspeeltuin "De Oase" geopend. In deze waterspeeltuin kunnen bezoekers en met name kinderen spelen met diverse zaken waar water uitkomt en/of water in moet. Ook zijn er fonteinen die door de bezoekers zelf kunnen worden aan- en uitgezet door aan de kranen te draaien. Ze kunnen dan hierbij zelf bepalen waar het water uit zal komen. Op deze manier kunnen zij zich dan tijdens een bezoek aan Linnaeushof lekker verfrissen.
Linnaeushof werd in 1963 als speeltuin geopend door Godfried Bomans. Daarvoor was het een park voor bloemententoonstellingen. Het recreatiepark trekt jaarlijks zo'n 300.000 bezoekers.

## Geschiedenis
De Linnaeushof was een deel van de overplaats van buitenplaats de Hartekamp en verwisselde verschillende malen van eigenaar. In 1901 kwam het in bezit van de Binnenlandsche Exploitatie Maatschappij voor Onroerende Goederen. In 1954 ontwerpt landschapsarchitect Hans Warnau er een bloemenpark. In 1955 wordt de grond aangekocht door Henry Roozen die bloembollen kweekte op het naast gelegen perceel. Hij begon er met het organiseren van bloemententoonstellingen. De opbrengst ging voor een deel naar het Rode Kruis.
Vanaf 1963 combineerde Roozen de bloementuinen met een speeltuin, als bedrijfsleider trok hij Piet Grijpstra aan. Vanaf 1975 is de Linnaeushof uitsluitend een speeltuin. Een grote plantenkas is binnenspeeltuin geworden.
Kleinzoon Sander Grijpstra nam in 1998 de dagelijkse leiding van het park over. In 2012 verkocht hij zijn aandelen in de Linnaeushof aan de Spaanse groep Aspro Ocio. Dat was een jaar voor het vijftigjarig bestaan van de speeltuin.